# Riya Sokół
Riya Sokół, także: Patrycja Sokół (ur. 7 grudnia 1981 w Warszawie) – polska wokalistka, autorka tekstów, mówczyni publiczna i performerka.

## Biografia
Urodziła się jako Patrycja Sokół i pod takim imieniem i nazwiskiem funkcjonowała do czasu rozpoczęcia kariery artystycznej. W 2016 roku ustawowo zmieniła imię na Riya. Studiowała psychologię w Szkole Wyższej Psychologii Społecznej oraz aktorstwo w Szkole Aktorskiej im. Haliny i Jana Machulskich w Warszawie. Od 6 do 14 roku życia tańczyła i śpiewała w Dziecięcym Zespole Pieśni i Tańca Varsovia, gdzie była solistką. W wieku 9 lat nagrała piosenkę z Ryszardem Rynkowskim dla Fundacji „Serce za Uśmiech”. Cały wiek nastoletni śpiewała w chórkach i w różnych zespołach. W 2010 roku w trakcie kampanii wyborczej na Prezydenta Warszawy, Sokół pracowała w Sztabie Wyborczym Prezydent Hanny Gronkiewicz-Waltz w dziale komunikacji z mediami.

## Działalność artystyczna
Zadebiutowała w marcu 2012 jako Pati Sokół, singlem zatytułowanym Woman's work, gdzie w teledysku gościnnie wystąpiła Weronika Rosati. Utwór był nominowany do nagrody internautów CyberYacha podczas Yach Film 2012. Drugi singiel nosił tytuł (Let's get) Naked; w teledysku gościnnie wystąpił aktor Tomasz Kot. Kolejny singiel Neverland ukazał się w maju 2013, wystąpił w nim aktor Maciej Stuhr.
W 2014 roku wyszedł pierwszy album pt. Neverland, a jednocześnie spektakl muzyczny o tym samym tytule autorstwa Sokół i Agnieszki Kot, w reżyserii Katki Michalak i Sokół. Spektakl przez dwa lata wystawiany był na scenach teatrów w całej Polsce, między innymi w warszawskim Teatrze Polonia. Producentem spektaklu była założona przez Riyę Fundacja Neverland dla ludzi chorujących na depresję i ich rodzin we współpracy ze Stowarzyszeniem Aktywnie Przeciwko Depresji. 
Drugi album zatytułowany I’mperfect/ Nie’doskonałe ukazał się w 2017 roku. Powstał we współpracy z firmą Whisbear i został zadedykowany kobietom i matkom na całym świecie. Trafił m.in. do Katarzyny, księżnej Cambridge.

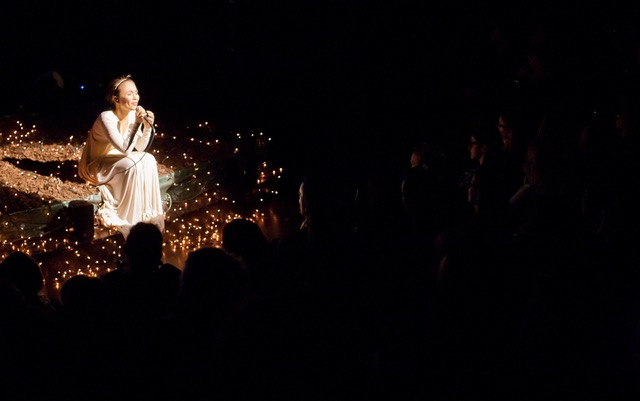
Pati Sokół podczas spektaklu Neverland, Teatr Polonia w Warszawie, 2015

W 2019 za singiel Awaken as Love, Riya Sokół otrzymała nagrodę Global Music Awards.
Po przebytej chorobie zmieniła w 2016 roku imię na Riya i zaczęła też śpiewać mantry. Od tego czasu również uczy ludzi motywacji, pracy z podświadomością, technik relaksacyjnych i medytacji, podróżując po świecie i prowadząc wykłady i warsztaty, a także grając koncerty.
Prowadziła też zajęcia medytacyjne w Healthy Center by Ann u Anny Lewandowskiej.
Jest nauczycielką Tantry (przeszkoloną przez Tantra Essence i Awaken as Love) oraz certyfikowaną sex & intimacy coach (certyfikowaną przez Uniwersytet dr Ada Cadell w Kalifornii). Jest także przewodniczką Vision Quest (przeszkoloną przez School of Lost Borders) oraz Awakening Coach (certyfikat wystawiony przez Arjuna Ardagh).
W 2024 wydała piosenkę i wideoklip „Cómo explico (Jak wytłumaczyć)” z brazylijskim artystą Rodrigiem Massą, w którym zatańczyła z Rafałem Maserakiem do jego choreografii. Klip który w ciągu miesiąca przekroczył milion odtworzeń w serwisie YouTube.
Ma dwoje dzieci.

## Wokalistka, aktorka
Jej głos jest charakteryzowany jako sopran koloraturowy o rozszerzonej skali i wykorzystywany często do muzyki filmowej. Wokalizy Riyi można usłyszeć m.in. w tyłówce serialu Borysa Lankosza Paradoks, do muzyki Mikołaja Stroińskiego. Zagrała także w jednym z odcinków serialu.
We wrześniu 2011 wsparła Fundację TVN Nie jesteś sam i wystąpiła na stadionie Pepsi Arena w trakcie meczu charytatywnego Artyści kontra Politycy, śpiewając utwór Nie jesteś sam. Mecz emitowany był na żywo w telewizji TVN.
W styczniu 2014 r. Riya wzięła udział w wydarzeniu artystycznym pt. Addiction, które odbyło się w Teatrze Wielkim. Na koniec performansu wymyślonego przez Piotra Hulla, traktującego o uzależnieniu od muzyki i tatuaży, Riya ogoliła włosy na znak jedności z przyjaciółką cierpiącą na raka.

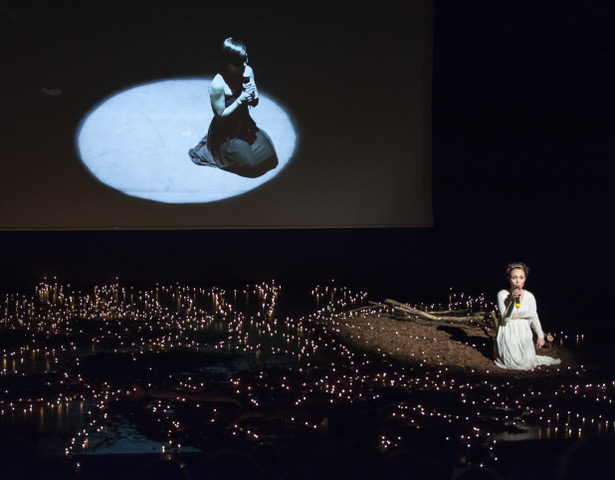
Pati Sokół podczas występu - spektakl Neverland, Teatr Roma w Warszawie, 2015

W 2011 roku została studentką Setha Riggsa, twórcy metody SLS (Speech Level Singing), stworzonej wraz z Luciano Pavarottim, i nauczyciela Michaela Jacksona, Steviego Wondera czy Barbry Streisand.

## Autorka tekstów
W 2014 roku napisała angielski tekst do utworu promującego na świecie film Jana Komasy Miasto 44, pt. Warsaw 44 do muzyki Pawła Lucewicza. W tym samym utworze udzieliła swojego głosu w duecie z Anną Iwanek i Piotrem Cugowskim. 30 lipca 2014 z okazji premiery filmu Miasto 44 wraz z Anną Iwanek, tuż przed projekcją filmu, wykonała piosenkę w wersji polskiej, pt. Miasto, na Stadionie Narodowym przed prezydentem Bronisławem Komorowskim i dwunastotysięczną publicznością. Piosenka otrzymała nagrodę Kamer-TON 2014.
Jest autorką tekstów i wykonawczynią piosenek skomponowanych przez Pawła Lucewicza do serialu Przyjaciółki Grzegorza Kuczeriszki.
Jej autorstwa jest również tekst piosenki upamiętniającej życie sportowca Krystiana Rempały Nie tak miało być, którą wykonuje Martyna Rempała.
Autorka wiersza-video “Thank you, coronavirus”, podejmującego tematykę pandemii i  przetłumaczonego na kilkanaście języków, za który otrzymała kilka międzynarodowych nagród.

## Telewizja
W 2006 roku odbyła staż w Wydarzeniach, wówczas prowadzonych przez Tomasza Lisa. W latach 2006–2010 współpracowała z TVN, najpierw z Rochstar przy produkcji Szymon Majewski Show, jako asystentka Szymona Majewskiego, gdzie była odpowiedzialna za dział dotyczący materiałów o gościach w programie. Następnie pracowała jako dziennikarka i reporterka w Dzień dobry TVN i Co za tydzień.

## Nagrody i wyróżnienia
- 2012: CyberYach za teledysk “Woman’s Work”[44]
- 2014: Kamer-TON za piosenkę “Miasto” z filmu Jana Komasy Miasto 44[33]
- 2019: Global Music Awards za teledysk “Awaken As Love” w 2019 roku[45]
- 2020: “Best Micro-Film” na Festiwalu “Independent Short Awards”, za wiersz-video “Thank you, coronavirus”[46]
- 2020: “Official Selection” podczas “New Indie Film Festival of London”, za wiersz-video “Thank you, coronavirus”[40]
- 2020: “Semi-Finalist” na 2020 Australia Independent Film Festiwal, za wiersz-video “Thank you, coronavirus”[41]
- 2023: “Charyzmatyczna Liderka wśród świadomych mówczyń” w konkursie Polish Businesswoman Awards prowadzonym przez magazyn Business Woman & Life[47]

## Dyskografia

### Albumy
- Neverland (2014)
- I’mperfect (2017)
- Nie’doskonałe (2017)
- Thank you (2020)
- KODY 12:12 (2022)[48]
- CODES 12:12 (2022)[49]

### Single
- Woman's work (2012) album Neverland
- Let's get naked (2012) album Neverland
- Neverland (2013) album Neverland
- Miasto (2014) soundtrack filmu Miasto 44
- About herself / O sobie samej (2017) album I’mperfect/ Nie’doskonałe
- You are loved / Kocham Cię (2018) album I’mperfect/ Nie’doskonałe
- Lokah Samastah Sukhino Bhavantu (2019)
- In Lak’ech Ala K’in (2019)
- Even if (2019) album I’mperfect / Nie’doskonałe
- Niech żyje bal (2021)[50]
- Como explico (Jak wytłumaczyć) (2024), duet z Rodrigiem Massą[24]

### Teledyski
- Woman's work (2012) reż. Magda Targosz
- Let's get naked (2012) reż. Rafał Samborski
- Neverland (2013) reż. Patrycja Woy-Woyciechowska
- Miasto (2014) reż. Kuba Łubniewski
- About herself / O sobie samej (2017) reż. Filip Kalczyński
- You are loved / Kocham Cię (2018) reż. Filip Kalczyński
- Lokah Samastah Sukhino Bhavantu (2019) reż. Riya Sokół
- Even if (2019) reż. Hannah Walsh
- Niech żyje ball (2021) reż. Polina Zet[51]
- Como explico (Jak wytłumaczyć) (2024), duet z Rodrigiem Massą, reż. Marta Wojtal[24]